# L'Asie et l'Afrique aujourd'hui
L'Asie et l'Afrique aujourd'hui (Азия и Африка сегодня, Asia i Afrika sevodnia) est une revue savante russe consacrée à l'étude de l'Asie et de l'Afrique. Jusqu'en 1961, ce périodique mensuel s'appelait L'Orient moderne.

## Historique
Le mensuel a été fondé en juin 1957 par l'Académie des sciences d'URSS et son département historico-philologique, en particulier l'institut d'Afrique de l'Académie des sciences et l'institut d'études orientales de l'Académie des sciences. La revue a fêté son cinquantenaire en 2007 et son numéro 600. L'Asie et l'Afrique aujourd'hui se consacre à la recension d'articles et d'ouvrages parus dans d'autres publications savantes russes ou étrangères ou bien écrits pour elle, ainsi qu'à des résumés de thèses diverses à propos de ces continents (thèses de candidats au doctorat ou thèses de doctorat). Elle comprend habituellement quatre-vingts pages.

## Thématique
La revue publie des articles et des études sur la culture des pays d'Asie et d'Afrique, ainsi que sur les problèmes internes contemporains qui affectent ces régions. Les auteurs sont tous des spécialistes d'une région donnée de ces continents. Des entretiens ou des interviews sont aussi publiés, ainsi que des correspondances ou des matériaux concernant les relations internationales ou bien les processus sociaux, politiques ou économiques dont les auteurs sont également d'éminents orientalistes ou africanistes de Russie. Des auteurs russes ou étrangers sont publiés en ce qui a trait à la société, la culture, la littérature, l'art, la politique, etc. Des journalistes spécialistes de l'international s'y expriment.
La revue se consacre aussi aux événements de la vie scientifique - comme les congrès, les symposiums ou séminaires d'orientalistes - aux échanges, au comptes rendus d'expéditions, etc. Des articles critiques sont dédiés aux dernières parutions de livres, aux expositions, aux films et il existe un courrier des lecteurs.
La revue est dirigée par l'académicien Alexeï Vassiliev. Elle tire à plus d'un millier d'exemplaires.

## Source
- (ru) Cet article est partiellement ou en totalité issu de l’article de Wikipédia en russe intitulé « Азия и Африка сегодня » (voir la liste des auteurs).